# Julius Tröger
Julius Tröger (10 octobre 1862 à Leipzig, 29 juillet 1942 à Brunswick) est un chimiste allemand.

## Biographie
Julius Tröger est né à Leipzig. Il étudie la chimie à l'université de Leipzig entre 1882 et 1888, et, en 1887, découvre un composé produit par la réaction entre la p-toluidine et le formaldéhyde, dont il ne parvient pas à identifier la structure, aujourd'hui connu sous le nom de « base de Tröger ». Son incapacité à identifier la structure du composé lui vaut la défiance du directeur du département, Johannes Wislicenus, qui lui donne la note de 3 pour sa thèse de doctorat. La structure de cette molécule ne sera élucidée que 48 ans plus tard.
En 1888, il commence à travailler à l'université technique de Brunswick, où il restera jusqu'à sa retraite en 1928. Il meurt à Brunswick en 1942.

## Base de Tröger
La base de Tröger ou 2,8-diméthyl-6H,12H-5,11-méthanodibenzo[b,f][1,5]diazocine est un composé polycyclique obtenu par réaction entre la p-toluidine et le formaldéhyde, découvert par Tröger en 1887, mais dont la structure ne fut formellement identifiée qu'en 1935 par M. A. Spielman, et ses énantiomères séparés en 1944 par Vladimir Prelog.

Les deux énantiomères de la base de Tröger : forme (5S,11S) (en haut) et (5R,11R) (en bas).